# ISG15
ISG15‏ (ISG15 ubiquitin-like modifier) هوَ بروتين يُشَفر بواسطة جين ISG15 في الإنسان.